# イオンモール新瑞橋
イオンモール新瑞橋（イオンモールあらたまばし）は、愛知県名古屋市南区菊住一丁目に立地するショッピングセンター。

## 概要
2004年（平成16年）6月に閉鎖された住友電気工業名古屋製作所の跡地約72,000m2の再開発の一環として、同年よりダイヤモンドシティが2007年（平成19年）度に出店する方向で交渉を開始したのが始まりである。住友電気工業からダイヤモンドシティが用地を購入する形の出店となることなど、翌年の2005年（平成17年）には交渉がほぼまとまり、開発計画が発表された。
同地では環境基準の7,500倍以上のテトラクロロエチレンなどの有害物質による汚染が起きていたため、2006年（平成18年）5月末に汚染浄化が終わったとの「中間報告書」を名古屋市に提出する。ところが、2006年（平成18年）6月時点で約12%については鉛・水銀・フッ素・ヒ素などの重金属に汚染されたままの状態であると日本共産党が名古屋市議会で指摘し、名古屋市環境局長が指導を行うとの答弁をしている。こうした土壌汚染への対応もあり、2007年（平成19年）度に出店するという当初の計画より遅れることになった。
開発を進めている最中の2007年（平成19年）8月21日に、ダイヤモンドシティがイオンモールに吸収合併されたため、以後はイオンモールにより事業を継続することになる。また、延床面積は計画当初の約152,000m2から約101,000m2に縮小され、小売店舗の面積の合計は約24,000m2で、建物は鹿島建設の設計・施工による地上5階・地下1階建てへ縮小。このため、2つの核店舗を持つ大型ショッピングセンターという構想は実現しなかった。なお、規模の縮小によって残った敷地の一部には、集合住宅が建てられている。
こうした紆余曲折を経て、2010年（平成22年）3月9日に開業。当施設の開設の際、京都議定書目標達成特別支援無利子融資制度活用で3年分割返済の低利融資を受けているため、太陽光発電用のソーラーパネルを建物外壁に設置するほか、氷蓄熱空調システムやLED照明などの採用、駐車場平面部の一部の緑化などが環境配慮への取組みとして行われた。
2016年（平成28年）の春から秋にかけて専門店の入れ替えと改装を行い、一部の店舗を除き、10月28日リニューアルオープンした。

## 出店の届け出に対する意見書
当店の出店の届け出に対しては1,062名から2,178枚の意見書が提出された。
その中では、下記のような内容があったとされる。
- 届出書に記載された交通量の予測は、実態したかい離した過小なものである[4]。
- 自動車での来店を減らす方策を立てること[4]。
- 交通量の増加により事故の増加や渋滞の発生による路線バスや緊急車両、近隣住民などの一般車両の利便性に支障がないようにすること。[4]
- 駐車場の住宅地側に出入口を設置せず、誘導員の配置や案内看板の設置といった対策と合わせて、周辺の生活道路に来店客の車が入らないようにすること[4]。
- 近隣の小学校へ通学する児童に危険を与えないこと[4]。
- 交通量増加による歩行者・自転車の通行への危険の回避[4]。
- 出店により犯罪が増加したり、午後11時までの営業やアミューズメント施設の設置が青少年の健全育成への悪影響を及ぼす恐れがある[4]。
- 早朝や夜間の荷捌きや来店客、従業員の出退勤などによる騒音が発生して静かな環境を破壊しないこと[4]。

## 主なテナント

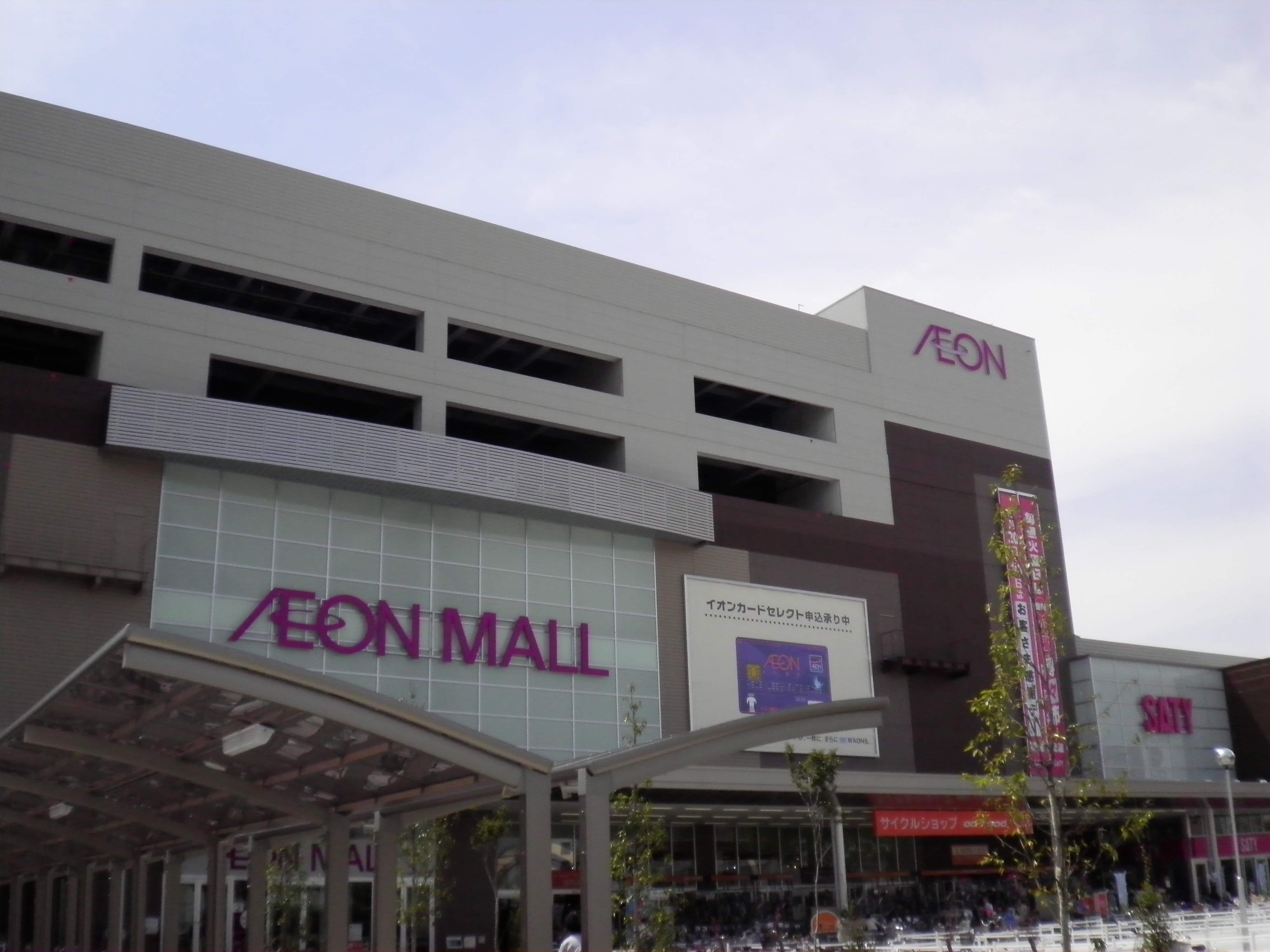
専門店入口（環状線方面）側

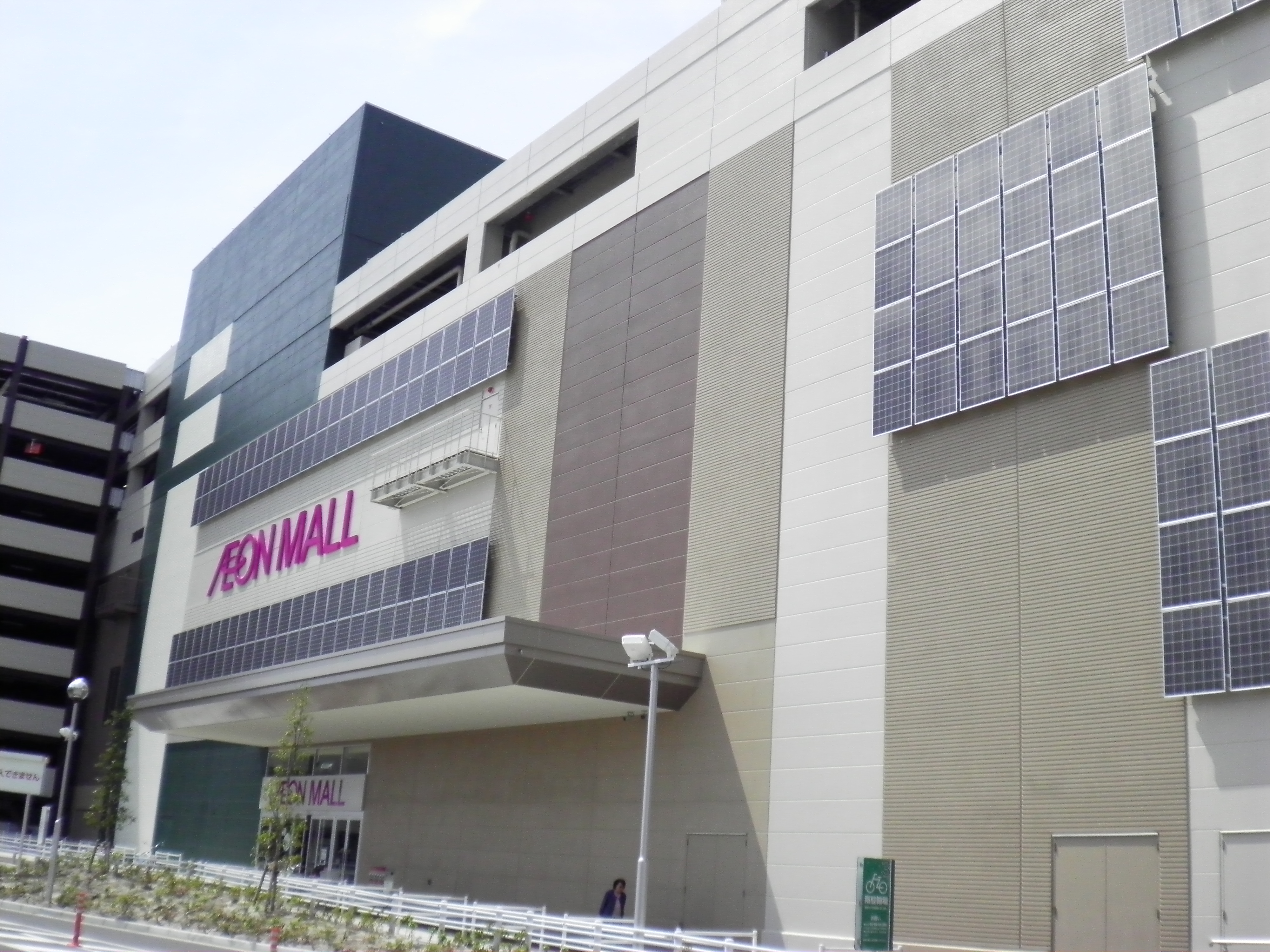
ソーラーパネルが設置されているセントラルコート入口側

### 2020年5月1日現在
イオンモール新瑞橋 フロアガイド
イオンリテール株式会社が運営する核店舗のイオン新瑞橋店のほか、約110の専門店テナントが出店する。
出店テナント全店の一覧・詳細情報は公式サイト「ショップリスト」を、営業時間およびATMを設置する金融機関の詳細は公式サイト「営業時間・サービス案内」を参照。

### イオン新瑞橋店
モール開業時点では株式会社マイカルが運営する「新瑞橋サティ」であった。サティの出店は名古屋市内では初となる。
マイカルは2011年（平成23年）3月1日でイオンリテールに吸収合併され、同日に「イオン」に変更している。
この結果、マイカルとしては新瑞橋サティが最後の新規出店となった。
直営売場は1階と2階のみで、1階は食品・化粧品・医薬品・生活雑貨などを、2階は衣料品・玩具・家電などを扱う。
専門店街は1階から3階のフロア毎に異なるコンセプトを有する。開業時点では23店舗が名古屋市初出店テナントとなっていた。

## 沿革
- 2008年（平成20年）5月1日 - 着工。
- 2009年（平成21年）11月22日 - 「イオンふるさとの森づくり植樹祭」開催[1]。
- 2010年（平成22年）
  - 3月1日 - 試験開業（ソフトオープン）[15]。
  - 3月9日 - 正式開業（グランドオープン）[3]。
- 2016年（平成28年）10月28日 - リニューアルオープン。
- 2019年（令和元年）10月1日 - この日より一部を除き、専門店の営業が21：00までとなる。

## 交通アクセス

### 公共交通機関
- 名古屋市営地下鉄名城線・桜通線 新瑞橋駅（8番出口）から徒歩で約5分。
- 名鉄名古屋本線 呼続駅から徒歩で約5分（改札口から踏切を渡る必要があるためこれより若干長くなることがある）。
- 名古屋市営バス - 新瑞橋駅併設の新瑞橋バスターミナルから徒歩6分。および新郊通1丁目停留所から徒歩で約1分（100m）。

### 自動車
モール周辺の案内図は公式サイト「広域・詳細マップ」を、駐車場および駐車料金の詳細は公式サイト「駐車場・駐輪場案内」を参照。